# Доровин, Евгений Владимирович
Евгений Владимирович Доровин (род. 1 июля 1949 года, город Москва) — государственный и политический деятель. Депутат Государственной Думы VI созыва, член фракции «КПРФ», член комитета Госдумы по безопасности и противодействию коррупции.

## Биография
Родился Евгений Доровин 1 июля 1949 года в городе Москве.
Проходил обучение во Всесоюзном заочном инженерно-строительном институте, в 1985 году получил диплом о высшем образовании. По специальности инженер-механик.
Один из лидеров Московского рабочего клуба (1991 по 1992 гг.). В конце 1991 примкнул к инициативной группе Рабочей партии России (РПР). В феврале 1992 участвовал в съезде Рабочей партии России (РПР).
Член Оргкомитета XXIX съезда КПСС (1993 год).
На выборах Президента РФ в 1996 году являлся доверенным лицом кандидата Геннадия Зюганова.
В декабре 1996 года на IV отчетно-выборной конференции общественно-политического движения «Трудовая Москва» был избран членом Координационного совета; на состоявшемся после конференции заседании КС был избран его председателем.
На выборах в Государственную Думу третьего созыва, в 1999 году, был включен в общефедеральный список избирательного объединения КПРФ (№ 10 в Московской региональной группе).
С ноября 2005 года работал секретарём Московского горкома КПРФ.
Трудовую деятельность также осуществлял работая аппарате Государственной Думы ФС РФ. Являлся заместителем руководителя аппарата Комитета Государственной Думы по промышленности.
На выборах депутатов Государственной Думы шестого созыва, в декабре 2011 года, избран депутатом. Вошёл в состав фракции КПРФ, работал в комитете по безопасности и противодействию коррупции. Срок полномочий завершён 1 декабря 2016 года.
Один из основателей движения «Трудовая Москва».
Женат.

## Награды
Награждён грамотой Государственной Думы.